# 벨라루스 공산당
벨라루스 공산당(벨라루스어: Камуністы́чная па́ртыя Белару́сі, 러시아어: Коммунистическая партия Беларуси)는 1996년 벨라루시 공산당을 계승하여 설립된 벨라루스의 마르크스-레닌주의 정당이다. 